# Bitwa morska pod Pedro Point (2007)
Bitwa morska pod Pedro Point w 2007 roku - bitwa stoczona 19 czerwca 2007 w ramach toczącej się na Sri Lance wojny domowej. Bitwa rozegrała się pod Pedro Point w okolicach miasta Dżafna między siłami morskimi oraz lotnictwem Sri Lanki a siłami morskimi Morskich Tygrysów, uważanych za zbrojne, morskie skrzydło Tamilskich Tygrysów. W starciu udział wzięło kilka kanonierek a wsparcia siłom morskim dostarczyło lotnictwo za pomocą helikopterów. Ocenia się, że po stronie Tygrysów w bitwie wzięło udział od 15 do 29 łodzi różnej wielkości.
Bitwa zakończyła się zwycięstwem marynarki wojennej Sri Lanki, która nie poniosła żadnych strat podczas bitwy.